# Loge Delta
De Delftse Loge Delta is een gemengde vrijmetselaarsloge die deel uitmaakt van de Nederlandse Federatie van de Internationale Orde der Gemengde Vrijmetselarij “Le Droit Humain”.  Delta is een zogenaamde 'blauwe loge' en werkt in drie graden: leerling, gezel en meester. 

## Ontstaansgeschiedenis
De gemengde Loge Delta in Delft werd in 1987 door een aantal leden van andere vrijmetselaarsloges uit Rotterdam en Den Haag die aangesloten waren bij “Le Droit Humain” opgericht. Sinds 1988 komt Loge Delta in het gebouw van Loge Silentium in de Choorstraat in Delft samen.
De naam 'Delta' verwijst niet alleen maar naar de vorm van een driehoek zoals de letter Δ in het klassieke Grieks geschreven werd, maar ook naar de  rivierdelta als voedzame bron en voeding naar het achterland. De vorm van de driehoek is dan ook in het logo van Loge Delta terug te vinden. 

## Leden en werkwijze
De Loge Delta is een gemengde vrijmetselaarsloge met zowel mannelijke als vrouwelijke leden. Ze heeft een relatief groot aantal jongere leden en hecht veel waarde aan de symboliek, ritualen en tradities. In de werkwijze van Loge Delta is dit dan ook terug te vinden en er wordt nadruk gelegd op het strikt uitvoeren van de ritualen.